# Direktethanolbrennstoffzelle
Die Direktethanolbrennstoffzelle (engl. Direct Ethanol Fuel Cell, DEFC) ist ein Brennstoffzellentyp, der Ethanol als Energielieferant („Brennstoff“) nutzt. Wie alle Brennstoffzellen wandelt sie die chemische Energie des Brennstoffs in elektrische Energie um. Ethanol, der bekannteste Vertreter der Stoffgruppe der Alkohole, ist relativ preiswert, vergleichsweise ungiftig und umweltfreundlich, z. B. wenn es durch biologische Prozesse gewonnen wird, etwa Bioethanol aus Bioabfällen.
Anwendungen, für die Direktethanolbrennstoffzellen als Stromquellen angedacht wurden, reichen von Handys und Laptops bis zu Elektroautos. Die Entwicklung der Direktethanolbrennstoffzelle befindet sich aber – im Gegensatz zur Direktmethanolbrennstoffzelle – trotz jahrelanger Forschungsarbeiten immer noch in einem frühen Stadium, da vor einer Vermarktung solcher Zellen eine ausreichende Lebensdauer sichergestellt werden muss. Erste Versuche, eine verkaufsfähige Stromquelle auf den Markt zu bringen, waren bisher letztlich noch nicht erfolgreich. Ethanol ist reaktionsträger als Methanol und muss daher bei höheren Temperaturen (oberhalb 90 °C) umgesetzt werden. Daher wird zumeist ein gasförmiges Ethanol-Wassergemisch als Brennstoff verwendet. Als kathodisches Oxidationsmittel wird der Brennstoffzelle in der Regel Luft, in Sonderfällen reiner Sauerstoff, zugeführt. Die Trennung der Zellteile (Kathoden- und Anodenraum) erfolgt durch eine spezielle ionendurchlässige Polymermembran, die Protonen-Austausch-Membran (PEM).

## Reaktionsgleichungen
Für die optimale Ausnutzung des Brennstoffes ist die vollständige Umsetzung des Ethanols C2H5OH zum Endprodukt Kohlenstoffdioxid CO2 gewünscht. Dann lauten die Reaktionsgleichungen:
|                 | Gleichung |
| --------------- | --- |
| Anode Minuspol  | {\displaystyle \mathrm {H_{3}CCH_{2}OH+3\ H_{2}O\to 12\ H^{+}+12\ e^{-}+2\ CO_{2}} } Oxidation/Elektronenabgabe |
| Kathode Pluspol | {\displaystyle \mathrm {3\ O_{2}+12\ H^{+}+12\ e^{-}\to 6\ H_{2}O} } Reduktion/Elektronenaufnahme               |
| Gesamtreaktion  | {\displaystyle \mathrm {H_{3}CCH_{2}OH+3\ O_{2}\to 3\ H_{2}O+2\ CO_{2}} } Redoxreaktion/Zellreaktion            |

Die oben genannte vollständige Umsetzung erfordert eine Spaltung der C–C-Bindung und ist schwierig zu erreichen. In vielen Fällen erfolgt daher eine unvollständige Reaktion nicht bis zum CO2, sondern nur bis zur Stufe der Essigsäure CH3COOH:
|                 | Gleichung |
| --------------- | --- |
| Anode Minuspol  | {\displaystyle \mathrm {H_{3}C\!-\!CH_{2}OH+H_{2}O\to 4\ H^{+}+4\ e^{-}+H_{3}C\!-\!COOH} } Oxidation/Elektronenabgabe |
| Kathode Pluspol | {\displaystyle \mathrm {O_{2}+4\ H^{+}+4\ e^{-}\to 2\ H_{2}O} } Reduktion/Elektronenaufnahme                          |
| Gesamtreaktion  | {\displaystyle \mathrm {H_{3}C\!-\!CH_{2}OH+O_{2}\to H_{2}O+H_{3}C\!-\!COOH} } Redoxreaktion/Zellreaktion             |

Die mit diesen Reaktionen aus dem Ethanol erhaltene Energie ist deutlich kleiner als bei vollständiger Umsetzung. Da diese unvollständige Umsetzung aber sehr viel leichter zu erreichen ist, wurde versucht, Brennstoffzellen zu verkaufen, die dies ausnutzen. Geplant waren Einheiten mit Leistungen von  3 W, 25 W und 250 W.

## Vor- und Nachteile
Die Energiedichte von Ethanol ist mit 7,5 kWh/kg bzw. 5,9 kWh/l höher als die von Methanol (5,6 kWh/kg bzw. 4,4 kWh/l). Bioethanol ist allerdings teurer als Methanol.

## Demonstrationsanwendungen
Mitarbeiter der Hochschule Offenburg fertigten ein Fahrzeug, das von Direktethanolbrennstoffzellen angetrieben wurde und das damit im Jahr 2007 in Südfrankreich beim Shell Eco-Marathon teilnahm.